# Barnebyella
Barnebyella là một chi thực vật có hoa trong họ Đậu.